# ناحیه تایرن، شهرستان بلر، پنسیلوانیا
تایرن، شهرستان بلر، پنسیلوانیا (به انگلیسی: Tyrone Township, Blair County, Pennsylvania) یک منطقهٔ مسکونی در ایالات متحده آمریکا است که در شهرستان بلیر، پنسیلوانیا واقع شده‌است.

## خصوصیات
تایرن ۱۰۸٫۴ کیلومترمربع مساحت و ۱٬۸۸۵ نفر جمعیت دارد.